# Морська блокада
Морська́ бло́када — вид військових дій на океанських (морських) театрах воєнних дій, спрямованих на ізоляцію з моря окремих портів (ВМБ), проливних зон, ділянок або всього узбережжя держави противника в цілях припинення зовнішніх зв'язків через море і заборони виходу сил його флоту за межі блокованого району.
Морська блокада застосовувалася у війнах Стародавнього світу (наприклад, блокада Пелопоннесу афінським флотом у Пелопоннеській війні 431–404 до н. е.), у війнах періоду феодалізму і раннього капіталізму (блокада Алжиру французьким флотом в 1682 та острову Корфу російською ескадрою адмірала Ф. Ф. Ушакова в 1798). Зростання залежності економіки держав від зв'язків із заморськими колоніями підвищувало і розширювало значення морської блокади. В теорії військово-морського мистецтва морська блокада все частіше розглядалася як ефективний спосіб підриву економіки противника, зриву постачання його збройних сил і позбавлення їх здатності вести військові дії великого масштабу.
З розвитком регулярних військово-морських сил морська блокада поряд з генеральним боєм розглядалася, як один з основних способів досягнення панування на морі. Організація морської блокади передбачала висування переважаючих сил флоту до узбережжя противника, що блокується. Морська блокада поділялася на закриту (ближню), коли основний склад блокадних сил практично постійно розташовувався безпосередньо на лініях блокади, поблизу узбережжя (портів, баз) противника, поповнюючи запаси в море, і відкриту (далеку), коли на лініях блокади розгорталися дозорні сили, а основне угруповання блокадних сил крейсувало далеко від узбережжя, що блокується, періодично повертаючись для поповнення запасів до своїх баз. У 2-й половині 18 століття Англія і Голландія у війні на морі широко застосовували т. зв. «кабінетну», або «паперову» морську блокаду, при якій берега противника оголошувалися блокованими без виділення для цього достатніх сил флоту.
З початком Першої світової війни Велика Британія зробила спробу заблокувати сили флоту Німеччини в Північному морі, закріпити панування на морі свого флоту і убезпечити свої комунікації. Великі втрати блокадних сил і низька ефективність заходів протидії проти підводних човнів, що застосовувалися німцями, змусили британську сторону зосередити зусилля на обладнанні протичовнових баражів з широким застосуванням мінної зброї та інших позиційних засобів. Німеччина у свою чергу в березні 1915 оголосила Великій Британії підводну блокаду (підводну війну), розраховуючи активними діями своїх підводних човнів на підходах до портів Англії і в Ірландському морі підірвати економіку Англії і примусити її до виходу з війни. Вжиті англійцями заходи з розвитку засобів боротьби з ПЧ змусили Німеччину перенести райони дій ПЧ від берегів Англії в океан. Підводна блокада переросла в довготривалу боротьбу на комунікаціях у великих районах морських та океанських театрів воєнних дій. У 1915-17 російським імператорським флотом здійснювалася морська блокада турецького узбережжя Чорного моря.